# Drassodella flava
Espèce
Drassodella flava est une espèce d'araignées aranéomorphes de la famille des Gallieniellidae.

## Distribution
Cette espèce est endémique d'Afrique du Sud. Elle se rencontre au KwaZulu-Natal, au Mpumalanga et au Limpopo.

## Description
La femelle holotype mesure 6,16 mm et le mâle paratype 8,40 mm, les mâles mesurent de 5,40 à 8,40 mm et les femelles de 4,40 à 8,10 mm.

## Publication originale
- Mbo & Haddad, 2019 : A revision of the endemic South African long-jawed ground spider genus Drassodella Hewitt, 1916 (Araneae: Gallieniellidae). Zootaxa, no 4582(1), p. 1-62.